# 内海八重
内海 八重（うつみ やえ）は、日本の漫画家。女性。2024年より『週刊ヤングマガジン』（講談社）にて、『シガンバナ』を連載している。

## 来歴
2014年に「八海薫」名義で『新海綴の読解録』を連載しデビューする。2014年から2015年にかけて『週刊少年マガジン』の『煉獄のカルマ』で春場ねぎのアシスタントを務める。同作の終了後にペンネームを「内海八重」に変更し、2016年から2018年にかけて、『マンガボックス』（講談社）にて『骨が腐るまで』を連載。2020年から『週刊少年マガジン』（同）にて『なれの果ての僕ら』の連載を開始し、同年11月4日から『マガジンポケット』（同）に移籍する。2024年より、『週刊ヤングマガジン』（同）にてサスペンスの『シガンバナ』を連載開始。

## 作品リスト
- 『新海綴の読解録』講談社〈講談社コミックス〉全2巻（『週刊少年マガジン』2014年14号 - 2014年26号） - 八海薫名義[1]。連載デビュー作[1]。
  1. 2014年5月16日発売[8]、ISBN 978-4-06-395113-4
  2. 2014年7月17日発売[9]、ISBN 978-4-06-395135-6
- 『骨が腐るまで』講談社〈講談社コミックス〉全7巻（『マンガボックス』2016年22号[5] - 2018年10号[5]）
- 『なれの果ての僕ら』講談社〈講談社コミックス〉全8巻（『週刊少年マガジン』2020年7号[10] - 48号[6]、『マガジンポケット』2020年11月4日[7] - 2021年7月7日[11]）
- 『シガンバナ』講談社〈ヤングマガジンKC〉全4巻（『週刊ヤングマガジン』2024年25号[2] - 2025年2・3合併号[12]→『ヤンマガWeb』[12]2025年1月8日[13] - 2月12日）
  1. 2024年10月4日発売[14][15]、ISBN 978-4-06-536348-5
  2. 2024年12月6日発売[16]、ISBN 978-4-06-537906-6
  3. 2025年3月6日発売[17]、ISBN 978-4-06-538918-8
  4. 2025年6月6日発売[18]、ISBN 978-4-06-539950-7

## 師匠
- 春場ねぎ[4]